# Aphanasiini
Aphanasiini (лат.) — триба жуков-усачей из подсемейства настоящих усачей. Встречаются в Афротропике и Австралийской области.

## Описание
Тело удлиненное, среднего размера, длина от 10 до 40 мм. Глаза в основном почковидные, цельные (не полностью разделены на верхнюю и нижнюю доли). Усики 11-члениковые, изменчивые, от нитевидных до пильчатых, пластинчатые или расширенные латерально, как правило, невооруженные; усики длинные, заходят за кончик брюшка. Переднеспинка разная, от в целом удлиненной (заметно длиннее ширины) до приблизительно субквадратной (примерно такой же длины, как ширина); боковые края переднеспинки невооруженные, без отчётливых шипов и бугорков. Вершины надкрылий без отчетливых шипов.

## Классификация
Триба включает 6 родов и около 10 видов. В составе трибы:
- Aphanasium Dejean, 1835 (3 вида)
  - Aphanasium albopilosum Lea, 1917 — Австралия
  - Aphanasium australe (Boisduval, 1835) — Австралия
  - Aphanasium variegatum Blackburn, 1890 — Австралия
- Aphanosperma Britton, 1969[7] (2 вида)
  - Aphanosperma occidentalis Britton, 1969 — Австралия
  - Aphanosperma orientalis Britton, 1969 — Австралия
- Aristogitus Thomson, 1864 (1 вид)
  - Aristogitus cylindricus (Thomson, 1861) — Африка
- Citriphaga Lea, 1919 (1 вид)
  - Citriphaga mixta Lea, 1919 — Австралия
- Myrsinus Gahan, 1904 (1 вид)
  - Myrsinus modestus Gahan, 1904 — Африка
- Myrsus Lacordaire, 1869 (1 вид) или Myrsellus McKeown, 1945[8]
  - Myrsus unicolor (Lacordaire, 1869) или Myrsellus unicolor (Hope, 1841) — Австралия